# Нафтогазова розвідка у водах Кіпру
Нафтогазова розвідка у водах Кіпру — сукупність дій, які провадились з метою виявлення родовищ вуглеводнів у водах, що оточують острів Кіпр.

## Проведення розвідки Республікою Кіпр
Офшорна розвідка у зонах, де ліцензії на проведення робіт видала грецька Республіка Кіпр, почалась у розташованому на межі з економічною зоною Ізраїлю блоці 12, право на який отримав консорціум під операторством Noble Energy. В 2011 році судно Noble Homer Ferrington спорудило тут успішну розвідувальну свердловину Cyprus A-1. Закладена в районі з глибиною моря 1689 метрів вона досягла рівня 5860 метрів нижче морського дна та пройшла через газонасичений інтервал товщиною 94 метри в пісковиках епохи міоцену, що призвело до відкриття газового родовища Афродіта. В 2013-му розміри останнього уточнили за допомогою оціночної свердловини Cyprus A-2, яку пробурило судно Ensco 5006. Її заклали за 6,5 кілометрів на північний захід від Cyprus A-1 в районі з глибиною 1699 метрів та довели до позначки у 5750 метрів.
З вересня по середину грудня 2014-го бурове судно Sapiem 10000 на замовлення консорціуму італійської Eni та південнокорейської KOGAS спорудило у блоці 9 розвідувальну свердловину Onasagoras. Вона досягнула довжини у 5800 метрів, проте виявила лише резервуар поганої якості у сланцях міоцену. Так само безрезультатною виявилась завершена Sapiem 10000 у березні 2015-го в тому ж блоці свердловина Amathusa, яка досягнула глибини у 5485 метрів.
В середині 2017-го бурове судно West Capella на замовлення консорціуму під операторством Total розпочав буріння розвідувальної свердловини Onesiphoros West-1, закладеної в районі з глибиною моря 1698 метрів у блоці 11, неподалік від межі з економічною зоною Єгипту (у останній на той час вже відкрили гігантське родовище Зохр, що знаходиться неподалік від межі з кіпрським сектором, на доволі незначній відстані на південний схід від місця закладання Onesiphoros West-1). Свердловина перетнула у інтервалі від 3240 до 3540 метрів цільові міоценові відкладення та виявила кілька газонасичених зон, проте наявні тут ресурси оцінили у менш ніж 14 млрд м3, що не було визнане комерційним відкриттям.
У лютому 2018-го в блоці 6, право на який мав консорціум під операторством Eni, бурове судно Saipem 12000 завершило свердловини Calypso-1. Закладена в районі з глибиною моря 2074 метри вона має довжину 3827 метрів та пройшла через газонасичені інтервали у породах міоцену та крейдового періоду (останній вирізнявся особливо гарними характеристиками резервуару), що стало відкриттям другого кіпрського газового родовища Каліпсо.
Далі Saipem 12000 попрямувало для спорудженні розвідувальної свердловини Soupia-1 у блоці 3, що знаходиться на південний схід від Кіпра та межує із північною частиною ліванського сектору. Втім, Туреччина, яка вважає «блок 3» належним до її економічної зони, вислала туди свої військові кораблі та зірвала буріння.
У листопаді 2018-го узялась за спорудження розвідувальних свердловин компанія ExxonMobil, яка є оператором у блоці 10. Зафрахтоване нею бурове судно Stena Icemax спершу пробурило свердловину Delphyne-1, закладену в районі з глибиною моря 1973 метра. Роботи завершились у січні 2019-го і не призвели до комерційного відкриття. Далі Stena Icemax узялось за буріння свердловини Glaucus-1, котру заклали на північний захід від Delphyne-1 в районі з глибиною моря 2063 метри. На цей раз свердловина пройшла через газонасичений інтервал завтовшки 133 метра, наслідком чого стало відкриття родовища Главк. Восени 2021-го оголосили, що до кінця року бурове судно Stena Forth розпочне буріння на структурі Главк оціночної свердловини, за результатами якої буде прийняте рішення щодо розробки родовища.

## Проведення розвідки Туреччиною
Туреччина не лише сприяла виходу з-під влади Республіки Кіпр частини острова, де проголошена Турецька Республіка Північного Кіпру (ТРПК), але й висуває претензії на більшу частину вод, що оточують Кіпр. Останнє пояснюється відмовою Туреччини визнати наявність континентального шельфу у островів та відрахунком нею виключної економічної зони країн лише від узбережжя континентів. За такого тлумачення Республіка Кіпр може вести розвідку та видобуток корисних копалин лише у територіальних водах, а також відносно вузькій полосі між завершенням 200-мильної дистанції від узбережжя Малої Азії і початком виключної економічної зони Єгипту та Ізраїлю — саме тут були відкриті згадані вище родовища Афродіта, Главк та Каліпсо (можливо відзначити, що Туреччина заперечує проти нафтогазовидобутку у цій зоні без участі ТРПК, проте станом на 2021 рік не вживала силових заходів з протидії цьому).
У травні 2019-го турецьке бурове судно Fatih узялось за буріння розвідувальної свердловини Finike-1, яку заклали у водах на захід від Кіпру. У середині листопада 2019-го Fatih розпочало спорудження розвідувальної свердловини Magosa-1, так само у кіпрських водах але хоча б неподалік від контрольованого ТРПК узбережжя. У проміжку між цими подіями до кампанії приєдналось інше турецьке бурове судно Yavuz, яке узялось за розташовану біля північно-східного завершення острова свердловину Karpaz-1. Після неї Yavuz з жовтня 2019 до листопада 2020 пробурило свердловини Guzelyurt-1, Selçuklu-1 та Lefkoşa-1, всі — у водах південніше острова (як і у випадку з Finike-1, проведення тут робіт гарантував турецький ВМФ).
Таким чином, в 2019—2020 роках Туреччина спорудила в районі Кіпру 6 розвідувальних свердловин, при цьому наразі не здійснили жодних оголошень про відкриття унаслідок цієї кампанії родовищ.